# 샘 쇼

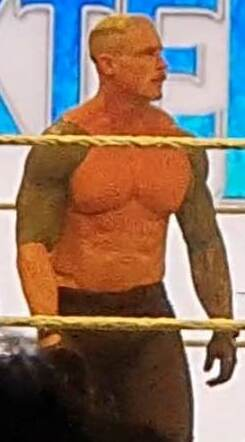

샘 쇼(Sam Shaw, 1984년 1월 17일 ~ )는 미국의 프로레슬링선수다. 키는 185cm 몸무게는 100kg이다. TNA에서 2013년부터 2015년 6월 중순까지 새무얼 쇼(Samuel Shaw)라는 이름으로 활약했다.

## 수상
- WWE 태그팀 챔피언 (신 버전) (1회) - 조 게이시